# Efulensia clematoides
Efulensia clematoides je biljka iz porodice Passifloraceae, roda Efulensia.

## Opće informacije
Efulensia clematoides je biljka penjačica koja proizvodi stabljike duge do 40 metara i promjera 5 cm. Penju se u okolno raslinje, podupirući se viticama.

## Poznate opasnosti
Koncentrirani uvarak korijena koristi se za proizvodnju otrova za strijele.

## Raspon
Tropska Afrika - Nigerija, Kamerun, Ekvatorijalna Gvineja, Gabon, Kongo, DR Kongo.

## Stanište
Kišne šume i močvarne šume na visinama do 800 metara. Često se nalazi i u sekundarnim šumama i šumskim rubovima.
Raste u jugozapadnom Kamerunu, u Gabonu u pokrajinama Estuaire, Moyen-Ogooue, Ngounie, Ogooue-Ivindo, Ogooue-Lolo, Ogooue-Maritime, u Zairu u pokrajinama Haut-Zaire i u južnoj Zambiji.

## Jestivost
Lišće - kuhano i jede se kao povrće, uglavnom zbog svojih navodnih ljekovitih vrlina.

## Ljekovitost
Biljka se sakuplja iz divljine za lokalnu medicinsku upotrebu. Listovi se kuhaju kao povrće i jedu s mesom ili ribom zbog njihovog navodnog blagotvornog djelovanja na jetru i za liječenje povećane slezene. Neki saponini prisutni su u kori i korijenu. Cijanovodične kiseline ima u izobilju u korijenu, a u tragovima se nalazi u kori. Biljka sadrži cijanohidrin glikozide barterin (tetrafilin B) i deidaklin.

## Sinonimi
Sinonimi za ovu biljku su Deidamia clematoides (C.H.Wright) Harms, Giorgiella congolana De Wild., a nije riješeno ime Deidamia congolana (De Wild.) Harms.

## Vanjske poveznice
- Efulensia na Germplasm Resources Information Network (GRIN)  Arhivirana inačica izvorne stranice od 5. svibnja 2009. (Wayback Machine), SAD-ov odjel za poljodjelstvo, služba za poljodjelska istraživanja.